# 야나기타역
야나기타역(일본어: 柳田駅)은 일본 아키타현 요코테시에 위치한 동일본 여객철도 오우 본선의 철도역이다. 상대식 승강장 2면 2선의 구조를 갖춘 지상역이다.

## 타는 곳
| 1 | ■ 오우 본선 | (상행) | 유자와 · 신조 방면              |
| 2 | ■ 오우 본선 | (하행) | 요코테 · 오마가리 · 아키타 방면 |

## 역 주변
- 사카에 관

## 역사
- 1926년 11월 7일 : 일본국유철도의 역으로서, 히라카 군 요코테 촌에 개업. 옛날엔 무인역이었다. 또는, 역으로서 개업 이전은 신호소였다.
- 1987년 4월 1일 : 일본국유철도 분할 민영화에 의해, 동일본 여객철도가 승계.

## 인접 역
| 동일본 여객철도 오우 본선 | 동일본 여객철도 오우 본선 | 동일본 여객철도 오우 본선 |
| ------------------------- | ------------------------- | ------------------------- |
| 다이고 신조 방면          | ■ 오우 본선               | 요코테 아키타 방면        |